# 八木沢敬
八木沢 敬（やぎさわ たかし, Takashi Yagisawa, 1953年 - ）は、日本出身の哲学者。現在、カリフォルニア州立大学ノースリッジ校哲学科教授。

## 略歴[1]
- 1977年：ロンドン大学（ユニバーシティ・カレッジ）哲学科卒業
- 1981年：プリンストン大学博士課程修了、哲学博士。博士論文題目は「Belief and Synonymy」、主査デイヴィド・ルイス、副査ギルバート・ハーマンとスコット・ソームズ。
- 1981年 - 1983年：ケース・ウェスタン・リザーブ大学助教授
- 1993年 - 1984年：シンシナティ大学ポスドク研究員
- 1984年 - 1985年：ミネソタ大学ミネアポリス校客員助教授
- 1985年 - 1986年：ニューヨーク大学客員助教授
- 1986年 - 1987年：ノースカロライナ大学チャペルヒル校客員助教授
- 1987年 - 1990年：カリフォルニア州立大学ノースリッジ校助教授
- 1990年 - 1994年：カリフォルニア州立大学ノースリッジ校准教授
- 1994年 - 現在：カリフォルニア州立大学ノースリッジ校教授

## 受賞歴
- 2016年：　Preeminent Scholarly Publication Award, California State University, Northridge.[2]

## 著作

### 単著
- Worlds and Individuals, Possible and Otherwise, (Oxford: Oxford University Press), 2010.
- 『分析哲学入門』講談社、2011年
- 『意味・真理・存在――分析哲学入門（中級編）』講談社、2013年
- 『神から可能世界へ――分析哲学入門（上級編）』講談社、2014年
- 『『不思議の国のアリス』の分析哲学』講談社、2016年
- 『「正しい」を分析する』岩波書店〈岩波現代全書〉、2016年
- 『「論理」を分析する』岩波書店〈岩波現代全書〉、2018年

### 編著
- Reflections on Philosophy, co-edited with Leemon McHenry, (New York: Longman), 2000.

### 訳書
- ソール・クリプキ『名指しと必然性――様相の形而上学と心身問題』産業図書、1985年（野家啓一共訳）